# Stephen Kuffler
Stephen William Kuffler ForMemRS  (24 août 1913 Táp, Autriche-Hongrie - 11 octobre 1980) est un neurophysiologiste hongrois - américain. Il est souvent appelé le "père des neurosciences modernes".

## Biographie
Kuffler, aux côtés des lauréats du prix Nobel John Eccles et Bernard Katz, donne des conférences de recherche à l'Université de Sydney, influençant fortement son environnement intellectuel tout en travaillant à l'hôpital de Sydney,. Il fonde le département de neurobiologie de Harvard en 1966 et apporte de nombreuses contributions fondamentales à notre compréhension de la vision, du codage neuronal et de la mise en œuvre neuronale du comportement. Il est connu pour ses recherches sur les jonctions neuromusculaires chez les grenouilles, l'inhibition présynaptique et le neurotransmetteur GABA. En 1972, il reçoit le Prix Louisa-Gross-Horwitz de l'Université Columbia,.
Kuffler est largement reconnu comme un neuroscientifique vraiment original et créatif. En plus de nombreux prix, diplômes honorifiques et conférences spéciales de pays du monde entier, Stephen est élu à l'Académie américaine des arts et des sciences en 1960, l'Académie nationale des sciences en 1964, la Royal Society comme membre étranger en 1971, et de la Société américaine de philosophie en 1978. En 1964, il est nommé professeur Robert Winthrop de neurophysiologie et de neuropharmacologie. De 1966 à 1974, il est professeur Robert Winthrop de neurobiologie et, en 1974, il devient professeur à l'université John Franklin Enders.